# Rukavac (Vis)
Rukavac je naselje u sastavu Grada Visa, na otoku Visu, u Splitsko-dalmatinskoj županiji. 

## Stanovništvo
Prema popisu iz 2011. naselje je imalo 66 stanovnika.
| broj stanovnika |       |       | 58    | 76    | 108   | 127   | 80    | 144   | 138   | 140   | 111   | 70    | 39    | 36    | 47    | 66    | 103   |
|                 | 1857. | 1869. | 1880. | 1890. | 1900. | 1910. | 1921. | 1931. | 1948. | 1953. | 1961. | 1971. | 1981. | 1991. | 2001. | 2011. | 2021. |

## Spomenici i znamenitosti
- Ostatci brodoloma parobroda Brioni, u uvali ispred mjesta
- Ostatci zrakoplova B-17G